# Educazione fisica
L'educazione fisica è una branca dell'insegnamento che si occupa di migliorare attraverso l'esercizio fisico e quello sportivo lo sviluppo psicofisico e la salute individuale e quella sociale. Essa è intesa come quella disciplina che considera il movimento non solo dal punto di vista dell'efficacia e della qualità della prestazione, ma anche dallo sviluppo della personalità più ampia, quindi sviluppo di un'adeguata corporeità e motricità, acquisendo competenze alla base di una crescita fisica, affettiva, sociale e cognitiva.
Nella concezione greca, il suo fine ultimo e metapedagogico è la kalokagathia, ovvero la perfezione dello spirito congiunta a quella del corpo.

## Storia

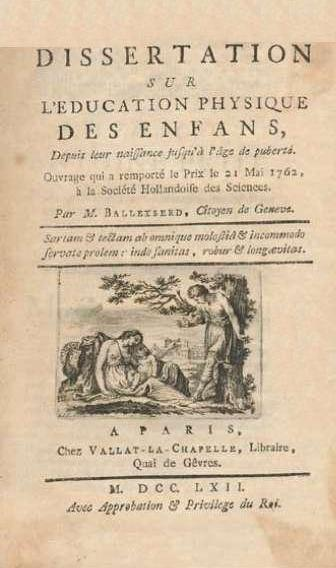
Copertina della Dissertation sur l'education physique des enfans

Ogni civiltà, nel tempo e nello spazio, ha avuto quella cura per il corpo che discendeva dalla concezione dominante dell'educazione della persona. Basti l'esempio delle differenti educazioni del fisico a Sparta e ad Atene (rispettivamente, Agoghé e Paideia).
L'educazione fisica contemporanea ha avuto la sua culla in Francia. Infatti, il termine "educazione fisica" è stato utilizzato per la prima volta dal medico francese Jacques Ballexserd, nel XVIII secolo, nel contesto di una dissertazione sul finalismo della natura, che verteva sullo sviluppo fisico, parte di quello generale (Dissertation sur l'education physique des enfans, depuis leur naissance jusqu'à l'âge de puberté. Ouvrage qui a remporté le Prix le 21 mai 1762, à la Société Hollandoise des Sciences Dissertazione sull'educazione fisica dei fanciulli, dalla nascita sino alla pubertà. Opera che ha riportato il Premio della Società Olandese delle Scienze il 21 maggio 1762).
In Francia, pure, è sorto il primo istituto nazionale per la formazione universitaria, l'«École de Joinville», scuola normale di ginnastica fondata nel 1852, oggi INSEP (Institut national du sport, de l'expertise et de la performance), sito in Parigi. Sempre francese è Georges Demenÿ, acerrimo avversario della ginnastica medica dello svedese Pehr Henrik Ling. Ritenuto da molti il fondatore dell'educazione fisica scientifica contemporanea, è stato tra l'altro inventore del fonoscopio (apparecchio che utilizzò per vedere i suoni, utile ai sordi, e come stabilometro, per la misurazione del carico dei piedi) e del cronofotografo a camma eccentrica, con il quale ha avviato lo studio scientifico del movimento umano. Demeny ha evidenziato il ruolo guida della Fisiologia nell'approccio alle attività motorie, criticando Ling, perché, a suo giudizio, aveva attribuito eccessivo peso all'Anatomia.
Dalla Francia l'insegnamento dell'educazione fisica si diffuse dapprima nell'Europa Occidentale e, successivamente nel mondo. Emblematico il caso italiano, per l'approdo ad un approccio eclettico, che è diventato oggi orientamento dominante. L'insegnamento dell'educazione fisica in Italia fu introdotto nel Regno di Sardegna dalla Legge Casati del 1859, al Titolo V, sotto la denominazione di "Ginnastica", obbligatorio ai soli maschi.
Successivamente nel 1878 l'allora Ministro della pubblica istruzione Francesco De Sanctis riordinò la disciplina, rinominandola "Ginnastica educativa". In particolare, la Legge De Sanctis n. 4442 del 7 luglio 1878 fu la prima, dopo l'Unità d'Italia, a occuparsi interamente della materia. Essa sancì l'obbligatorietà dell'insegnamento della ginnastica educativa anche per le donne, nelle scuole di ogni ordine e grado (elementari, secondarie, normali e magistrali). Stabilì che i programmi fossero concordati tra Ministro della pubblica istruzione e Ministro della guerra, e che i maestri venissero reclutati tra il personale militare. Come la precedente Legge Casati, risente dell'impronta militareggiante propria dei tempi, avendo il fine di sviluppare nei fanciulli il «sentimento dell'ordine e il coraggio». Ma, a differenza del passato, questa legge introduce un insegnamento caratterizzato da finalità altamente educative.
Lo stesso De Sanctis, a sostegno del suo disegno di legge, disse: “Rifare il sangue, ricostruire la fibra, rialzare le forze vitali è il motto non solo della medicina, ma della pedagogia”. Questa affermazione è straordinaria sotto diversi aspetti. Innanzi tutto alle espressioni “rifare il sangue” e “ricostruire la fibra” sono facilmente riconducibili, con cognizione moderna, i due principali capisaldi della preparazione fisica. E cioè, rispettivamente, l'allenamento aerobico e lo sviluppo della forza. Inoltre, il riferimento alla medicina e alla pedagogia inquadra con singolare lucidità e preveggenza il binomio educazione - salute, su cui oggi, come espressamente indicato dalla stessa Organizzazione Mondiale della Sanità, si basano le maggiori speranze di promozione della salute nel terzo millennio. De Sanctis istituì ispezioni tecniche da parte di un Ispettore per la Ginnastica, funzione per la quale fu nominato Valletti, direttore della Scuola Normale di Torino.
Il ministro della pubblica istruzione Martini nominò nel 1893 una Commissione, presieduta dal senatore Todaro, per lo studio di un programma di insegnamento dell'"educazione fisica". La vera innovazione stava nell'aver sostituito, per la prima volta in maniera ufficiale, le parole "educazione fisica" al termine "ginnastica".
La Legge Rava-Daneo-Credaro nel 1910 accolse le istanze della Commissione Todaro e dei Congressi Pedagogici di inizio secolo, istituendo l'insegnamento dell'educazione fisica.
Nel sistema italiano dell'istruzione per un secolo, dal 1910 al 2010, è stata insegnata tale materia. Il nuovo termine della disciplina, dal 1º settembre 2010, è "Scienze motorie e sportive", coerentemente con la denominazione degli istituti universitari che provvedono alla formazione scientifica, tecnica e professionale degli operatori. Va sottolineato, comunque, che in tutto il resto del mondo si adotta il termine "educazione fisica". Sebbene sia più una questione di forma, che di sostanza, la denominazione della disciplina è un argomento ancora aperto in Italia. Nelle Indicazioni nazionali per il curricolo della scuola dell'infanzia e del primo ciclo d'istruzione, pubblicate il 4 settembre 2012, si è ritornati alla denominazione dell'ambito disciplinare quale "educazione fisica".

## Caratteri

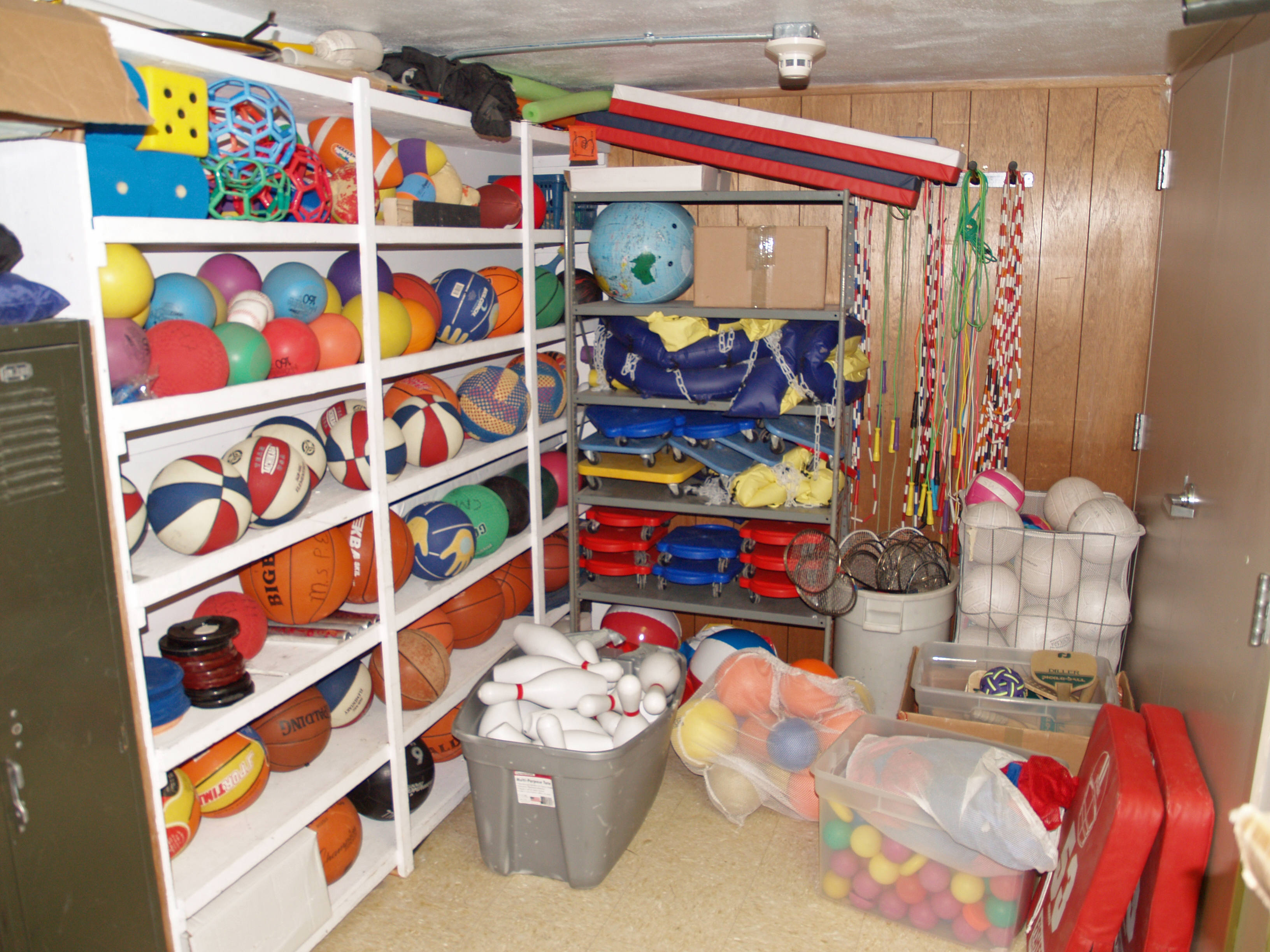
Equipaggiamento vario per l'educazione fisica

La concezione della disciplina ha oggi un carattere eclettico, sintetizzando i filoni che hanno interessato la disciplina negli ultimi due secoli: la concezione militare di stampo prussiano dell'Obermann, la dimensione igienistica del Baumann di ispirazione svedese, la psicomotricità francese, le istanze sportive di matrice inglese, e quelle naturalistiche, proprie dell'hébertismo e del movimento scout. Tale eclettismo, autentica peculiarità particolarmente in Italia, trova fonte nell'azione di Eugenio Enrile e di Guido Giugni, che sono stati, in tutto il secondo dopoguerra, figure di spicco a livello mondiale di tale settore educativo e tra i fondatori del neo-umanesimo nell'ambito della pedagogia sportiva. Per inciso, Eugenio Enrile è stato il primo ispettore tecnico per l'educazione fisica della Repubblica Italiana.
Durante il Congresso Mondiale di educazione fisica della FIEP dal 9 al 13 gennaio 2000 è stato lanciato il Manifesto Mondiale dell'educazione fisica - FIEP 2000, che amplifica il concetto di educazione fisica, intendendola come diritto di tutti. L'educazione fisica mira allo sviluppo di uno stile di vita più attivo delle persone, affrancandosi in particolare dalle concezioni meramente salutistiche, addestrative o ricreative, verso una dimensione autenticamente culturale, eclettica, olistica e permanente.

## L'ambito di diffusione

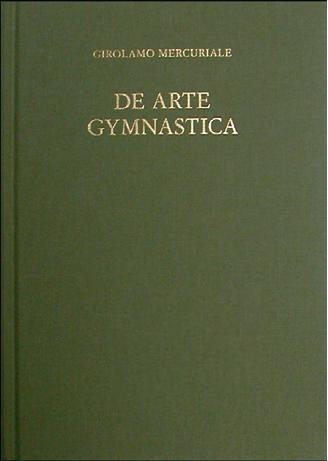
Copertina del De arte gymnastica

Le civiltà classiche hanno manifestato particolare attenzione ad un equilibrato sviluppo del corpo e della mente, riassunto dall'aforisma Mens sana in corpore sano.
Il forlivese Girolamo Mercuriali può ritenersi il primo, nella sua opera De arte gymnastica, ad aver teorizzato l'uso della ginnastica su base medica con un'attitudine tecnico-scientifica (relativamente alle conoscenze dell'epoca, 1569).
L'ambito disciplinico dell'educazione fisica è delimitato dagli assi corpo-movimento-sport, in relazione soprattutto ai linguaggi non verbali. È un insegnamento con forte carattere operativo-pratico, ma che si fonda su interrelazioni sia con gli aspetti bio-medici sia con quelli psicosociali, coinvolgendo tutta la persona (educazione fisica olistica).
Sin dall'antichità l'educazione fisica è stata considerata una delle basi dell'educazione dei giovani, e anche attualmente è fra le materie presenti in ogni grado dell'istruzione scolastica in Europa e nel mondo, ma non Italia. Infatti nell'istruzione italiana non esiste l'insegnamento specializzato di educazione motoria nella scuola dell'infanzia e nella primaria. Sono previste due ore di lezione nella scuola elementare (ma affidate all'insegnante unico), nella scuola secondaria di primo grado (media) e in quella di secondo grado (licei, tecnici e professionali). Nelle sole scuole secondarie è, dunque, previsto l'insegnante specializzato, il che costituisce, rispetto agli standard europei, un'anomalia. Per effetto della Circolare n. 94 del 18 ottobre 2011, è stata introdotta una doppia valutazione, orale e pratica, nei nuovi licei, tecnici e professionali. Sino ad allora è stato espresso un solo voto, pratico.
L'insegnamento dell'educazione fisica è stato separato per sessi fino al 1990, quando la sentenza n. 225 della Corte Costituzionale ha sancito come principio la parità dei sessi nell'insegnamento e di fronte all'educazione. Pertanto la disciplina può essere insegnata indifferentemente da un o da una docente ad alunni o ad alunne. Da quella sentenza non vengono più separate le classi in squadre maschili e femminili, ma l'insegnamento dell'educazione fisica in tutti gli Istituti di ogni grado ed ordine è impartito alla stessa unità pedagogica, la classe. Il nucleo classe, del resto, è costante nella sua costituzione rispetto all'azione didattica delle varie discipline e dei diversi insegnanti, pur essendo nel contempo flessibile per rispettare le inclinazioni e gli orientamenti, che fanno capo alle persone, le quali si differenziano innanzitutto in base al sesso.
Non può essere negato il valore dell'educazione fisica per gli adulti e per gli anziani, che sono interessati marginalmente dalla scuola.
La maggior parte della popolazione nazionale degli stati occidentali è costituita da adulti, e in pochi anni gli anziani hanno sopravanzato gli infanti. L'educazione fisica non può ignorare questi cambiamenti e molti concetti e metodi hanno bisogno di essere rivisti.
È facile trovare nelle palestre persone oltre i 60 anni; tanti anziani praticano nuoto, ciclismo o altre attività fisiche a scopo di fitness. Le esigenze dei gruppi over 60, la pianificazione della loro attività, gli stessi esercizi, ecc. differiscono rispetto allo sport giovanile. Questo necessita di una pianificazione a lungo termine, mentre nella terza età si programma a breve termine. Scopo principale dell'educazione fisica degli adulti è l'aumento della qualità della vita attraverso la valorizzazione delle competenze in campi specifici, quali l'equilibrio, la flessibilità, la forza, ecc.
Il concetto di educazione fisica e di ginnastica per adulti è e deve essere completamente diverso da quello applicato finora, e va fatto oggetto di specifici interventi anche a livello di sistemi nazionali dell'istruzione. L'educazione fisica è un campo e al tempo stesso uno strumento per il potenziamento e lo sviluppo dell'apprendimento in età adulta (educazione fisica permanente). Da un lato si tratta di superare pregiudizi sul rapporto tra età ed educazione fisica (che è praticabile in tutte le stagioni dell'uomo), dall'altro di estendere la programmazione istituzionale e la pratica dell'educazione fisica a tutti i soggetti e gli ambiti sociali.
Un campo interdisciplinare di applicazione dell'educazione fisica è l'ergonomia. Essa
studia le condizioni, in cui il lavoro va svolto, in modo adeguato alle esigenze dell'attività ed alle capacità potenziali dell'operatore, al fine di evitare il logoramento fisico e mentale ed aumentare il rendimento (prospettiva cinesiologica). Ulteriore ambito è l'Educazione Sportiva, che non risolve tutta l'educazione fisica, ma ne costituisce un pilastro fondamentale universale (prospettiva sportiva).

## Educazione fisica e sviluppo psicomotorio
Maria Montessori nel libro "Educazione per un mondo nuovo" afferma che il movimento è la conclusione e lo scopo del sistema nervoso, senza il movimento non può esistere l'individuo. Esso pone la persona in relazione con il mondo, diversamente da altri apparati dell'organismo che sono esclusivamente a servizio dell'individuo. 
Un errore dell'educazione scolastica consiste nella considerazione della vita fisica da una parte e la vita mentale dall'altra, questo comporta una scissione del ciclo delle azioni dell'uomo che restano separate dal corpo, mentre è di fondamentale importanza considerare mente e movimento parti di un unico ciclo, di cui il movimento ne presenta l'espressione finale. 
Per una vita sociale gli esseri umani l’essere umano ha bisogno di comunicare che può avvenire attraverso l'attività motoria in cui il soggetto agente compie una serie di movimenti diretti ad un fine. L'osservazione scientifica dimostra che intelligenza cognitiva, relazionale, sociale ed emotiva sono collegate allo sviluppo motorio, soprattutto nelle prime fasi dello sviluppo, dove il bambino apprende attraverso la sperimentazione e la scoperta, sia ambientale che delle proprie capacità.
Il corpo non può essere escluso dall'educazione, poiché principale dato di esperienza e consapevolezza mentale di sé, un apprendimento delle proprie funzioni somatiche che evolvono durante tutta la vita.

## Le dimensioni europea ed internazionale dell'educazione fisica
In Europa è attiva l'EUPEA (Associazione Europea educazione fisica), il cui motto è "Nessuna Educazione senza educazione fisica", che tra l'altro ha redatto un Codice Etico per l'insegnante. Il Consiglio D'Europa ha approvato, a testimonianza della particolare attenzione agli aspetti morali nella pratica motoria e sportiva, un Codice Europeo di Etica Sportiva, recepito dal CONI.
L'Italia è rappresentata dal 2000 dalla  Capdi & LSM. (Confederazione Associazioni Provinciali Diplomati Isef e Laureati in Scienze Motorie), quale membro effettivo dell'EUPEA.
L'ENSSEE (European Network of Sport Science, Education & Employment) è un'organizzazione internazionale non-profit, costituita da istituzioni e organizzazioni (non è possibile l'adesione individuale!). Fornisce un luogo virtuale di incontro per discutere e proporre idee e iniziative comuni per promuovere l'istruzione, la formazione e l'occupazione nel settore dell'educazione fisica e dello sport. Ha elaborato il Quadro Europeo delle Qualifiche per i quattro livelli di formazione degli allenatori.
La FIEP (Federation Internationale d'Education Phisique) è stato il primo organismo internazionale in materia. In occasione del Congresso Internazionale di educazione fisica di Parigi, tenuto dal 30 agosto al 6 settembre 1900, fu avviata la costituzione della Federazione, ad opera della Commissione Tecnica Permanente Internazionale educazione fisica composta da alcune grandi personalità del mondo dell'educazione fisica del tempo come l'italiano Angelo Mosso, che ne fu presidente, e Georges Demeny. Il primo obiettivo fu garantire gli standard internazionali della formazione universitaria degli insegnanti. Durante il Congresso Internazionale di Odense (Danimarca), svolto tra il 7 e il 10 giugno 1911, fu creato l'Istituto Internazionale di educazione fisica, orientato verso l'educazione fisica scolastica.
A livello internazionale opera l'ICSSPE (International Council of Sport Science and Physical Education). Il Consiglio Internazionale delle Scienze dello Sport e dell'educazione fisica è stato costituito a Parigi, in Francia, nel 1958. I fondatori, riconosciuto un divario crescente tra i campi dello sport, della scienza dello sport e dell'educazione fisica, hanno cercato di rafforzare il legame tra queste aree tecnico-scientifiche e tentato di sviluppare una prospettiva culturale inclusiva.
Lo scopo principale del Consiglio è di servire come organizzazione internazionale "ombrello" relativamente alla promozione e alla diffusione dei risultati e delle scoperte nel campo delle Scienze dello Sport e dell'educazione fisica e alla loro applicazione pratica in contesti culturali ed educativi.
L'UNESCO ha pubblicato nel 1978 la Carta per l'educazione fisica e lo Sport a Parigi. I Comitati per l'educazione fisica e lo Sport di tale organizzazione hanno lavorato ai progetti di una Carta Internazionale dell'educazione fisica e dello Sport (Comité intergouvernamental interimaire pour l'education phisique et le sport, ED-78/CONF.216/5, Document de travail, Paris, 20-04-1978).
L'Agenda di Berlino (messa a punto durante il Summit mondiale dell'educazione fisica dell'ICSSPE del 1999) e la Dichiarazione sull'educazione fisica del 2000 hanno costituito le premesse, in particolare, della Dichiarazione del Panathlon sull'Etica dello sport giovanile nel 2004 a Gand. Quest'ultimo documento ribadisce il concetto di educazione fisica e di Sport come diritto universale (per tutti e di ciascuno), basato su valori di interdisciplinarità e di impegno sociale.
Per l'Unione europea, una raccomandazione (2003/6) incoraggia vivamente la pratica nei 27 paesi. Quest'atto propone tre ore alla settimana per tutti i corsi di studio ed «un’ora di educazione fisica al giorno, all’interno o all’esterno dello scenario scolastico», invitando gli istituti ad andare oltre il minimo consentito. Inoltre, incoraggia a sviluppare un'educazione fisica, che non sia fondata unicamente sulla competizione sportiva, al fine di non scoraggiare gli allievi meno dotati e quelli più deboli nella pratica, anche per far godere tutti del potenziale igienico-sanitario delle attività fisiche.
Nel 2007 la Risoluzione del Parlamento europeo 2007/2086(INI) ha avvalorato il ruolo dello sport nell'educazione. Nel 2011 la Relazione sulla dimensione europea dello sport (2011/2087(INI))
della Commissione per la cultura e l'istruzione richiama in più punti un'educazione fisica di qualità.
Alla fine del 2013 il Parlamento Europeo ed il Consiglio europeo hanno approvato il programma comunitario Erasmus+ 2014/2020. Si tratta di un Programma unico per l'istruzione, la formazione, la gioventù e lo sport, articolato in tre Azioni chiave (Mobilità di apprendimento, Progetti di cooperazione e Riforme Politiche) e due Attività specifiche: Jean Monnet e Sport.
Quest'ultima fornirà sostegno alle seguenti iniziative:
- progetti di collaborazione transnazionali;
- eventi sportivi europei non commerciali di prima importanza;
- rafforzamento della base di conoscenze comprovate per la definizione di politiche nel settore dello sport;
- potenziamento delle capacità nello sport;
- dialogo con le parti interessate europee.

Un obiettivo di fondo è aumentare l'identità europea dello sport:
- il ruolo sociale dello sport;
- la dimensione economica;
- l'organizzazione dello sport;
- il contributo al patrimonio storico e culturale dell'Unione.

A Bruxelles, il 20 e il 21 maggio 2014, il Consiglio Europeo ha adottato Conclusioni sulla parità di genere nello sport e nell'educazione fisica, invitando gli Stati membri a prendere in considerazione sia politiche che programmi per eliminare gli stereotipi di genere e la promozione di una piena uguaglianza di genere nei programmi e nelle pratiche educative fin dalla tenera età. Le conclusioni invitano, inoltre, gli Stati membri, in cooperazione con le organizzazioni sportive, a promuovere la prevenzione della violenza di genere nello sport e la protezione delle vittime e delle potenziali vittime di abusi sessuali e molestie nello sport.